# Città di Mount Gambier
La città di Mount Gambier è una Local Government Area che si trova in Australia Meridionale. Essa si estende su una superficie di 308 chilometri quadrati e ha una popolazione di 21.256 abitanti. La sede del consiglio si trova a Mount Gambier.